# AnyDesk
AnyDesk è un'applicazione desktop remota distribuita da AnyDesk Software GmbH. Il programma software proprietario fornisce accesso remoto indipendente dalla piattaforma ai personal computer e ad altri dispositivi che eseguono l'applicazione host. Offre controllo remoto, trasferimento file e funzionalità VPN.

## Azienda
AnyDesk Software GmbH è stata fondata nel 2014 a Stoccarda, in Germania e ora ha filiali negli Stati Uniti, Cina e Hong Kong, oltre a un Innovation Hub in Georgia.
Nel maggio 2018, AnyDesk si è assicurata un finanziamento di 6,5 milioni di euro in un round di serie A guidato da EQT Ventures. Altri investimenti nel gennaio 2020 hanno portato AnyDesk a oltre venti milioni di dollari di finanziamenti combinati assieme.

## Software
AnyDesk utilizza un codec video proprietario "DeskRT" progettato per consentire agli utenti di sperimentare una trasmissione audio e video di qualità superiore riducendo al minimo la quantità di dati trasmessi.
AnyDesk ha collaborato con servizi di monitoraggio e gestione remoti e di gestione dei dispositivi mobili, come Atera e Microsoft Intune.

### Caratteristiche
La disponibilità delle funzionalità dipende dalla licenza del singolo utente (a pagamento o gratuita). Alcune caratteristiche principali includono:
- Accesso remoto a più sistemi operativi (Windows, Linux, macOS, iOS, Android, ecc.)
- Trasferimento e gestione file
- Stampa remota
- VPN
- Accesso non presidiato
- Lavagna
- Auto-Discovery (analisi automatica della rete locale)
- Chat -Funzione
- REST -API
- Clienti personalizzati
- Protocollo di sessione
- Autenticazione a due fattori
- Server host individuale

## Sicurezza
AnyDesk utilizza TLS -1.2 con crittografia autenticata. Ogni connessione tra i client AnyDesk è protetta con AES -256. Quando è possibile stabilire una connessione di rete diretta, la sessione viene crittografata come endpoint e i dati non vengono instradati attraverso i server AnyDesk. Inoltre è possibile inserire nella whitelist le connessioni in entrata.

## Controversie
Come tutti gli strumenti di controllo remoto, anche AnyDesk è uno dei tanti strumenti utilizzati nelle truffe del supporto tecnico e in altre truffe di accesso remoto. Può essere facoltativamente installato su computer e smartphone con autorizzazioni amministrative complete, se l'utente sceglie di farlo. Ciò fornisce all'utente host l'accesso completo al computer ospite su Internet e, come tutte le applicazioni desktop remote, rappresenta un grave rischio per la sicurezza se connesso a un host poco affidabile.

### Frode nell'accesso mobile
Nel febbraio 2019, la Reserve Bank of India si è messa in guardia contro una frode bancaria digitale emergente, citando esplicitamente AnyDesk come canale di attacco. La procedura generale della truffa è la seguente: i truffatori convincono le vittime a scaricare AnyDesk dal Google Play Store sul proprio telefono cellulare, solitamente imitando il servizio clienti di aziende legittime. Successivamente i truffatori convincono la vittima a fornire il codice di accesso a nove cifre e a concedere determinate autorizzazioni. Dopo aver ottenuto le autorizzazioni e se non vengono adottate altre misure di sicurezza, i truffatori di solito trasferiscono denaro utilizzando l'Indian Unified Payment Interface. Una truffa simile è avvenuta nel 2020, secondo la polizia informatica del Kashmir. Lo stesso metodo di furto è ampiamente utilizzato a livello internazionale sia sui telefoni cellulari che sui computer: una telefonata convince una persona a consentire la connessione al proprio dispositivo, in genere da parte di un chiamante che dichiara di essere un fornitore di servizi per "risolvere problemi con il computer/telefono", avvisando che il servizio Internet verrà altrimenti interrotto, o da un chiamante che dichiara di essere un istituto finanziario per dei tentativi sospetti di prelievo dal conto.

### Ransomware
Nel maggio 2018, la società di sicurezza informatica giapponese Trend Micro scoprì che i criminali informatici raggrupparono una nuova variante del ransomware con AnyDesk, come probabile tattica di evasione per mascherare il vero scopo del ransomware mentre esegue la crittografia.

### Truffe del supporto tecnico
I truffatori utilizzano AnyDesk e software desktop remoto simili per ottenere l'accesso completo al computer delle vittime fingendosi una persona del supporto tecnico. Alla vittima viene chiesto di scaricare e installare il software e, al contempo, fornire l'accesso agli aggressori. Una volta ottenuto l'accesso, è possibile controllare il computer e spostare file personali e dati sensibili.
Nel 2017, l'ISP TalkTalk con sede nel Regno Unito ha bandito TeamViewer e software simili da tutte le sue reti dopo che i truffatori sono stati convinti a concedere l'accesso ai loro computer. Il software è stato rimosso dalla blacklist dopo aver impostato un avviso di truffa. Nel settembre 2021, la State Bank of India ha avvertito i clienti di non installare AnyDesk o app similari. Nel marzo 2022, il Federal Bureau of Investigation ha emesso un avviso di sicurezza informatica, rilevando che il software AnyDesk era utilizzato nelle operazioni del gruppo di ransomware AvosLocker.
Nel 2023 AnyDesk ha annunciato l'istituzione di una task force antifrode, in collaborazione con una serie di importanti anti-truffatori come Jim Browning in favore di un'iniziativa per combattere le truffe del supporto tecnico e l'abuso del software di accesso remoto.